# Francisco Fernández del Pino
Francisco Fernández del Pino Burgos-León I Conde de Pinofiel  (Antequera, 13 de abril de 1768 - Madrid, 26 de enero de 1843) fue un político y jurista español, que llegó a ser gobernador de la Sala de Alcaldes de Casa y Corte del Consejo de Castilla, ministro del Consejo Real, ministro de Gracia y Justicia (secretario de Despacho) en el antepenúltimo y último gobierno de Fernando VII y en el primer gobierno del reinado de Isabel II con Cea Bermúdez durante  la regencia de María Cristina. Magistrado del Tribunal Supremo, también llegó a ostentar la presidencia del alto tribunal entre 1838 y 1840.
Formado en Leyes en la Universidad de Granada, fue catedrático en la misma universidad. Fue decano de la Audiencia de Sevilla, regente de la Real Audiencia de Extremadura y de la Real Chancillería de Granada durante el reinado de Fernando VII. A los tres días de ser nombrado ministro de Gracia y Justicia por Fernando, asistió como notario mayor del reino a la declaración del monarca por la que declaraba nula la Pragmática Sanción. Fue Prócer del Reino de 1834 a 1835 y senador por la provincia de Málaga de 1837 a 1843.

## Títulos, órdenes y empleos

### Títulos
- I Conde de Pino Fiel.[3][4] (Concedido con el Vizcondado previo de Solis[Nota 1][5])

### Órdenes

#### Reino de España
- Caballero Gran Cruz de la Orden de Carlos III.[6]
- Caballero Gran Cruz de la Orden Americana de Isabel la Católica.[6]
- Caballero de la Real Maestranza de Caballería de Granada.[6]

#### Extranjeras
- Comendador de la Orden Real de la Legión de Honor.[6][7] (Reino de Francia)

### Empleos
- 1838 - 1840: Presidente del Tribunal Supremo.
- 1834 - 1834: Presidente del Consejo de Castilla.
- 1837 - 1843: Senador.
- 1834 - 1835: Prócer del Reino.

- Secretario del Despacho universal de Gracia y Justicia.[6]
- Notario mayor del Reino.[6]
- Consejero de Estado.[6]
- 1814 - 1824: Regente de la Real Chancillería de Granada.[8]
- 1810 - 1817: Regente de la Real Audiencia de Extremadura.[8]
- Alcalde perpetuo y del crimen de la Real Audiencia de Sevilla.
- Catedrático de Prima en la Universidad de Granada.
- Regidor perpetuo de Antequera.[6]